# Friuli Latisana Franconia
Le Friuli Latisana Franconia est un vin rouge italien de la région Frioul-Vénétie Julienne doté d'une appellation DOC depuis le 19 mai 1975. Seuls ont droit à la DOC les vins rouges récoltés à l'intérieur de l'aire de production définie par le décret. Les vignobles autorisés se situent en provinces de Pordenone et d'Udine dans les communes de Castions di Strada, Latisana, Lignano Sabbiadoro, Muzzana del Turgnano, Morsano al Tagliamento, Palazzolo dello Stella, Pocenia, Precenicco, Rivignano, Ronchis, Teor et Varmo.
Le Friuli Latisana Franconia répond à un cahier des charges moins exigeant que le Friuli Latisana Franconia riserva et le Friuli Latisana Franconia superiore

## Caractéristiques organoleptiques
- couleur : rouge rubis intense
- odeur : vineux, harmonique
- saveur : sec, plein, légèrement fruité,

Le Friuli Latisana Franconia se déguste à une température de 14 à 16 °C et il se gardera 1 –2 ans.

## Production
Province, saison, volume en hectolitres :
- Udine (1996/97) 36,12